# مارتين تابو
مارتين تابو (بالفرنسية: Martine Tabeaud)، هي عالمة جغرافيا ومناخ فرنسية. منذ 1977، كانت تُدرِس في جامعة باريس بانتيون سوربون.

## سيرتهاالشخصية
ولد تابو في 1951، وهي حاصلة على شهادة الدراسات المعمقة في الاستشعار عن بعد ودرست في المعهد الوطني للمعلومات الجغرافية والغابات.
حصلت على أطروحة للدراسات العليا في جامعة بورغندي حول: «علم المناخ الوصفي وصور الأقمار الصناعية، المساهمة في البحث عن طريقة تحليل مع التطبيق على خطوط العرض المنخفضة» تحت إشراف بيير باجني، ثم أطروحة عن «حالة جنوب المحيط الأطلسي المداري: مياه الغلاف الجوي والمناخ في بيئة المحيط» لا تزال تحت إشراف بيير باجني.
تعينت أستاذة جامعية في جامعة بانتيون سوربون في 1989.
وفي 2019، تعينت مديرة مشاركة لمهرجان الجغرافيا الدولي (FIG). نُشر عملها في صحيفة ليبراسيون.

## مؤلفاتها
- La climatologie générale, Armand Colin, 2008. ISBN 9782200354237
- "L’Établissement Al-Assad, ferme d’État sur l’Euphrate avant la liquidation en 2000 : quelques effets pervers d’une approche de développement top‑down", Méditerranée, 119; 2012